# Geórgios Saridakis
Geórgios Saridakis (en grec Γεώργιος Σαριδάκης; 1885 - ?) va ser un atleta grec que va competir a començaments del segle xx. Va destacar com a marxador i el 1906 va prendre part en els Jocs Intercalats d'Atenes, on va guanyar la medalla de bronze en la competició dels 3000 metres marxa del programa d'atletisme. En els 1500 metres marxa acabà en quarta posició.